# Газовий різак

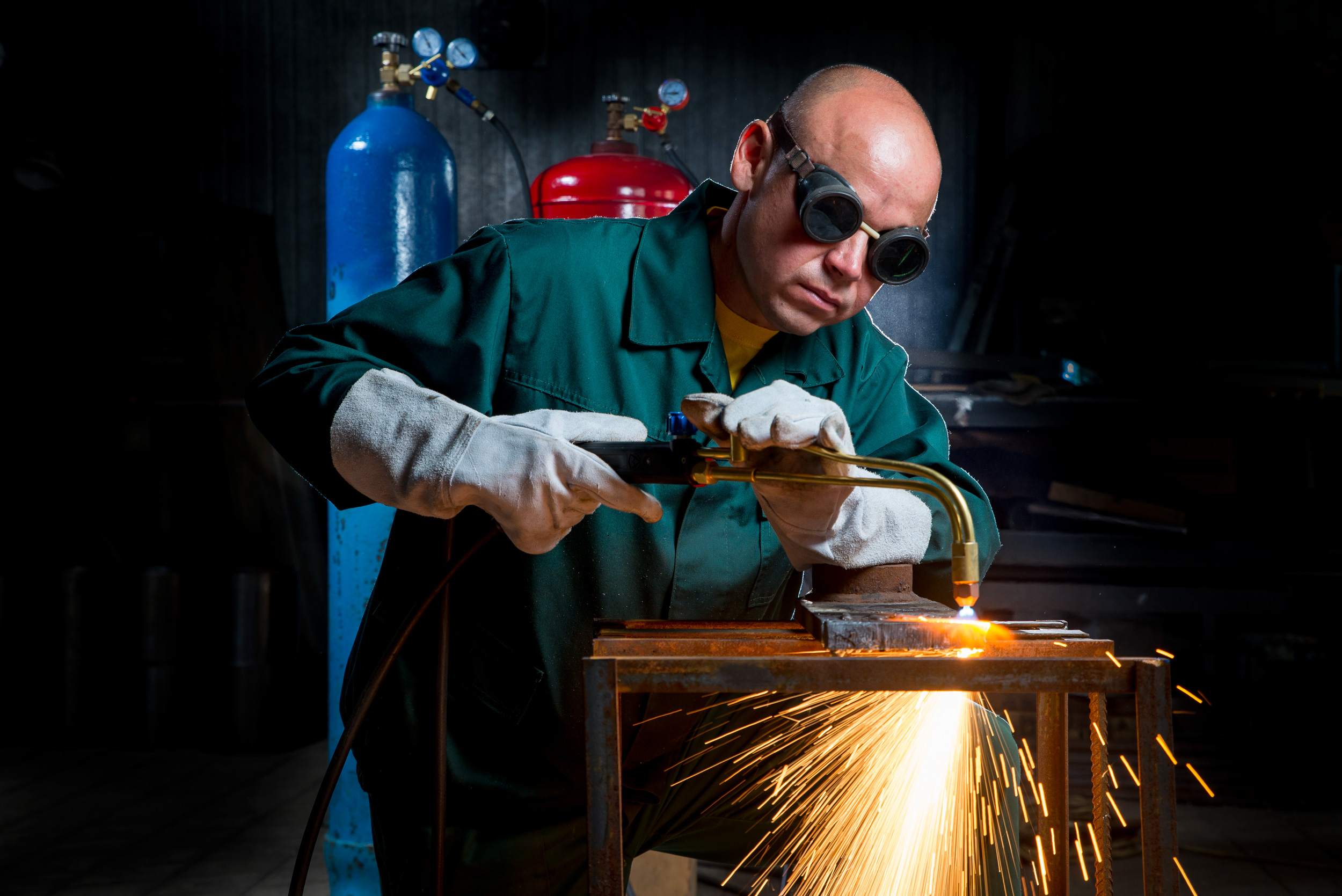
Газове різання металу

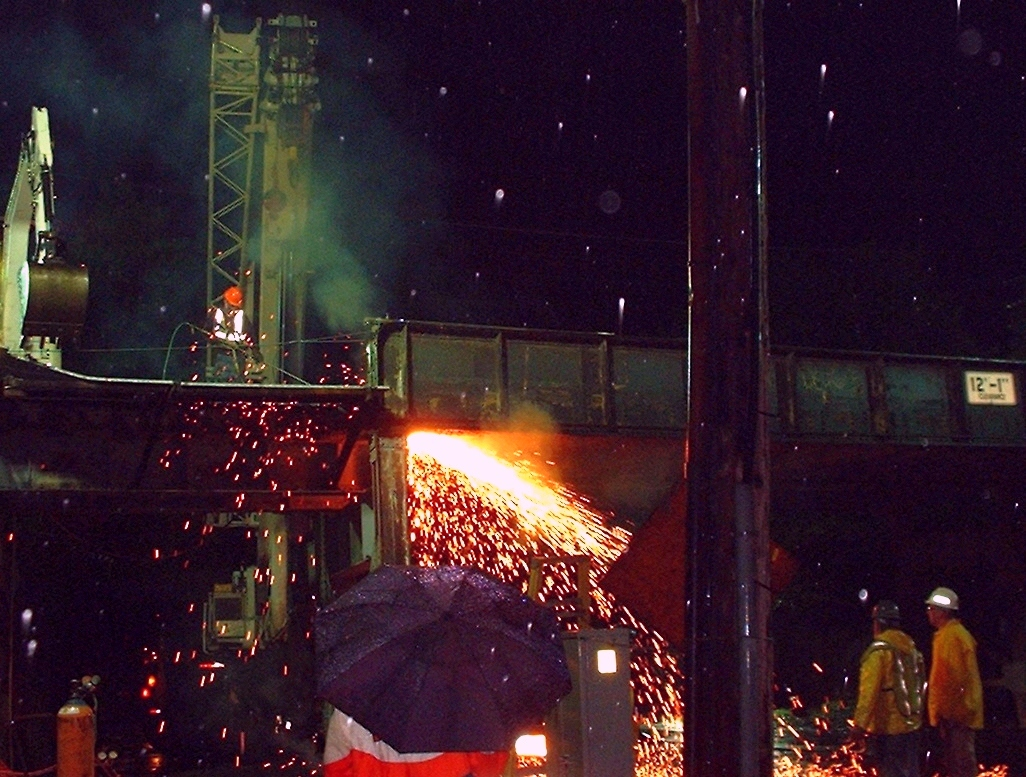
Різак Р1 142. Різання кисневим струменем.

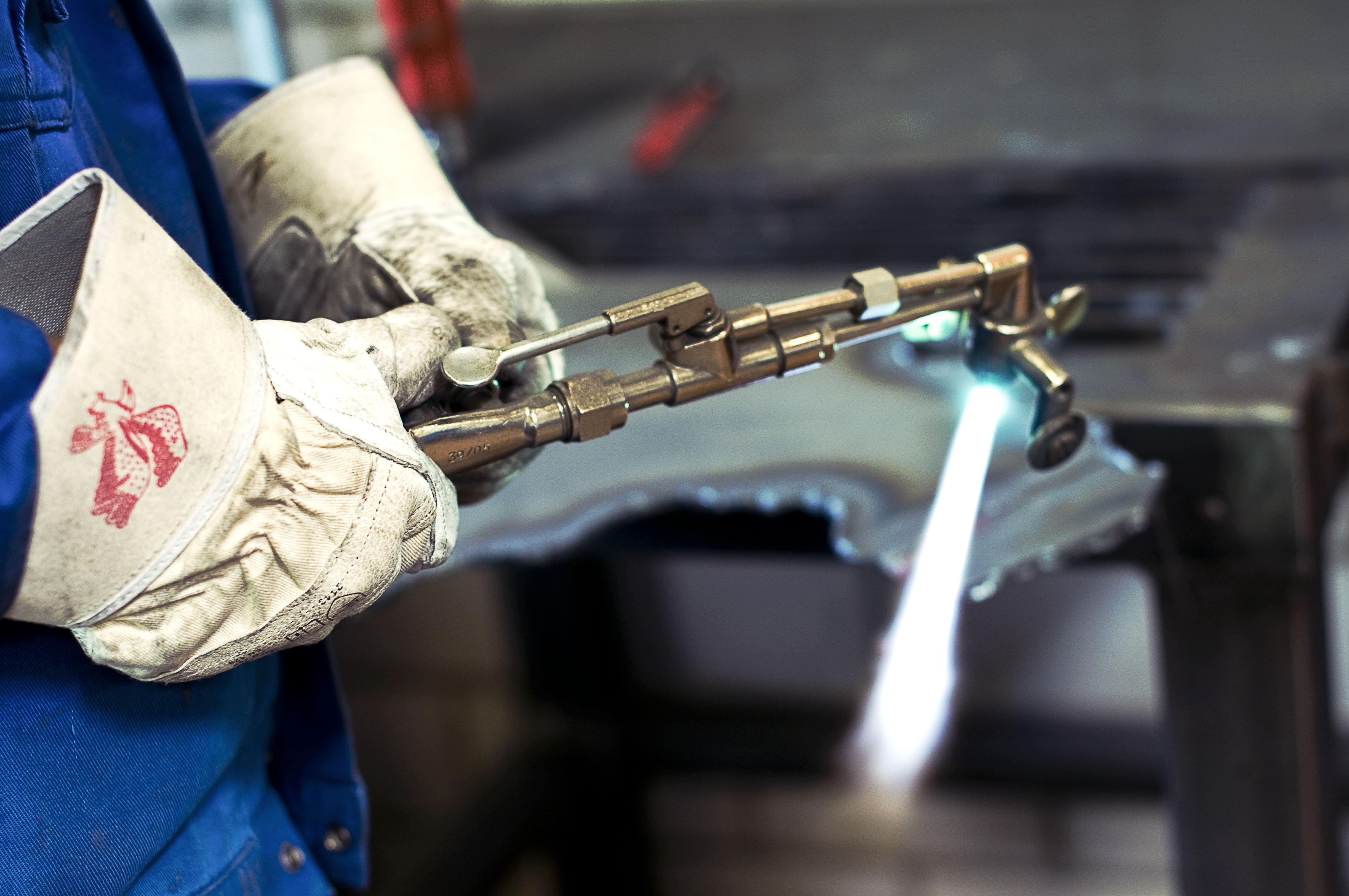
Schneidbrenner

Газовий різак — технологічний апарат, що служить для змішування паливного газу з киснем, формування підогрівного полум'я, і подачі до металу (виробу), що розрізають струменем різального кисню.

## Ознаки
Ручні різаки для газового різання класифікуються за такими ознаками:
- За родом горючого газу, на якому вони працюють: для ацетилену, газів-замінників, рідких палив (бензорізи);
- За принципом змішування горючого газу та кисню → на інжекторні та безінжекторні;
- За призначенням → на універсальні та спеціальні;
- За видом різання → для роздільного, поверхневого, киснево-флюсового, кисневим струменем.

## Основні вимоги до універсального різака
В даний час широке застосування отримали універсальні різаки. До універсального різака ставляться такі основні вимоги:
- можливість різання сталі товщиною від 3 до 300 мм в будь-якому напрямку,
- стійкість проти зворотних ударів,
- мала маса
- зручність у використанні.

Як і зварювальні пальники, різаки мають інжекторний пристрій, що забезпечує нормальну роботу паливного газу в діапазоні тисків 0,03-1,5 кгс/см2. Інжекторний різак відрізняється від інжекторного пальника тим, що має окремий канал для подачі різального кисню і спеціальну головку, яка включає в себе два змінних мундштука — внутрішній і зовнішній.

## Будова
Газокисневий інжекторний різак складається з двох основних частин — стовбура і наконечника.
Стовбур приєднується до корпусу накидною гайкою і складається з:
- рукоятки з ніпелями для приєднання кисневого та газового рукавів,
- корпусу з регулювальними кисневим і газовим, вентилями,
- інжектора,
- змішувальної камери,
- трубки,
- головки різака з внутрішнім мундштуком і зовнішнім,
- трубки різального кисню з вентилем.

Кисень з балона через редуктор і рукав з ніпелями надходить в різак, проходячи корпусом він розгалужується на два канали. Частина газу, проходячи через вентиль, направляється в інжектор. Виходячи з інжектора з великою швидкістю, струмінь кисню створює розрідження і підсмоктує паливний газ, який у змішувальній камері утворює з киснем горючу суміш, яка проходячи через зазор між зовнішнім і внутрішнім мундштуками, згорає, утворюючи підігрівальне полум'я.
Інша частина кисню через вентиль поступає в трубку різального кисню, виходячи через центральний канал внутрішнього мундштука, утворює струмінь різального кисню.
Однією з основних деталей різака є мундштук, який в процесі різання швидко зношується. Для отримання якісного розрізу необхідно мати правильні розміри й необхідну чистоту каналів мундштука. До кожного різака йде набір мундштуків з соплами різного діаметра. Діаметр сопла обирають в залежності від товщини металу для різання.